# Emiel Thienpondt
Emilius Leo „Emiel” Thienpondt (ur. 31 sierpnia 1904 w Gandawie, zm. 13 sierpnia 1978 tamże) – belgijski pływak, uczestnik Letnich Igrzysk 1924 w Paryżu.
Wystartował w sztafecie 4 × 200 metrów stylem dowolnym podczas igrzysk olimpijskich w 1924 roku. Razem z zespołem odpadli w eliminacjach z czasem 11:14,8.